# Hydraethiops
Hydraethiops is een geslacht van slangen uit de familie toornslangachtigen en de onderfamilie waterslangen (Natricinae). 

## Naam en indeling
Er zijn twee soorten, de wetenschappelijke naam van de groep werd voor het eerst voorgesteld door Albert Günther in 1872.

### Soorten
Het geslacht omvat de volgende soorten, met de auteur en het verspreidingsgebied.
| Naam                      | Auteur          | Verspreidingsgebied                                                               |
| ------------------------- | --------------- | --------------------------------------------------------------------------------- |
| Hydraethiops laevis       | Boulenger, 1904 | Kameroen, Gabon                                                                   |
| Hydraethiops melanogaster | Günther, 1872   | Gabon, Congo-Kinshasa, Congo-Brazzaville, Centraal-Afrikaanse Republiek, Kameroen |

## Verspreidingsgebied
De soorten komen voor in delen van Afrika en leven in de landen Gabon, Congo-Kinshasa, Congo-Brazzaville, Centraal-Afrikaanse Republiek en Kameroen.